# Further
Further é o sétimo álbum de estúdio da banda britânica de música eletrônica The Chemical Brothers, lançado em 14 de Junho de 2010. 
Foi nomeado ao Grammy Award de Melhor Álbum de Música Eletrônica de 2011.

## Faixas
Lista de faixas:
| N.º            | Título                | Compositor(es)           | Duração |  |
| 1.             | "Snow"                | Tom Rowlands , Ed Simons | 5:07    |  |
| 2.             | "Escape Velocity"     | Tom Rowlands , Ed Simons | 11:57   |  |
| 3.             | "Another World"       | Tom Rowlands , Ed Simons | 5:40    |  |
| 4.             | "Dissolve"            | Tom Rowlands , Ed Simons | 6:21    |  |
| 5.             | "Horse Power"         | Tom Rowlands , Ed Simons | 5:51    |  |
| 6.             | "Swoon"               | Tom Rowlands , Ed Simons | 6:05    |  |
| 7.             | "K+D+B"               | Tom Rowlands , Ed Simons | 5:39    |  |
| 8.             | "Wonders of the Deep" | Tom Rowlands , Ed Simons | 5:13    |  |
| Duração total: | Duração total:        | Duração total:           | 51:53   |  |

1. ↑  «The Chemical Brothers - Further» (em inglês). AllMusic. Consultado em 21 de dezembro de 2014